# Giambattista Intra
Giambattista Intra (Calvenzano, 12 novembre 1832 – Mantova, 15 marzo 1907) è stato un letterato italiano.

## Biografia

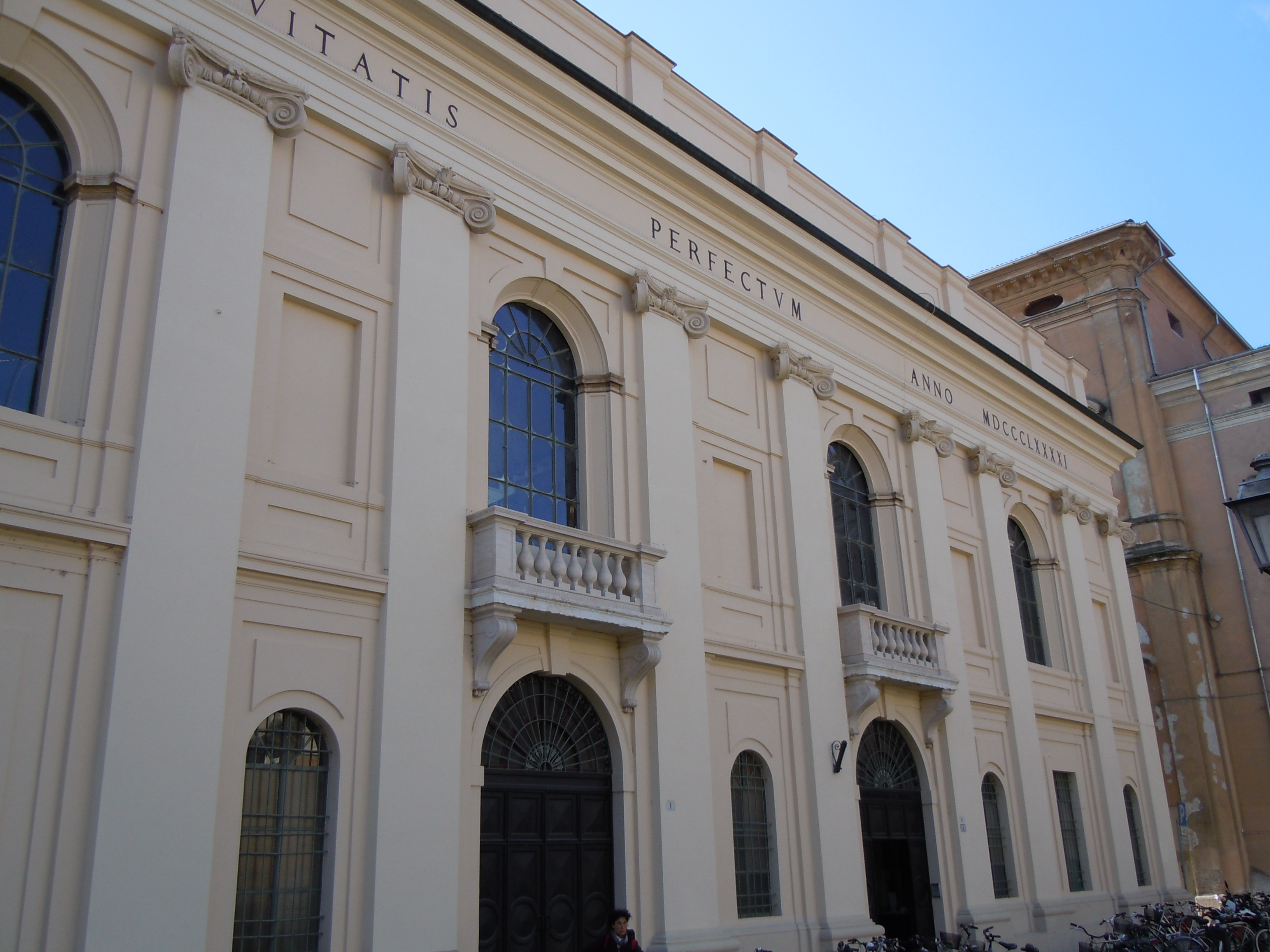
Mantova, Palazzo dell'Accademia nazionale virgiliana

Giovanni Battista Intra è stato presidente dell'Accademia nazionale virgiliana di Mantova dal 1881 al 1907.

## Opere
- Manuale del contadino, 1867[3]
- Il sacco di Mantova romanzo storico, 1872[4]
- Degli storici e dei cronisti mantovani. Memoria letta nelle sedute 21 e 29 Giugno 1878 all'Accademia virgiliana in Mantova, 1879
- Di Ippolito Capilupi e del suo tempo, 1893
- Agnese Gonzaga, signora di Mantova: racconto storico[5]
- Nozze e funerali alla corte dei Gonzaga 1549-1550[6]
- Nuova guida illustrata di Mantova e de' suoi dintorni
- La basilica di S. Andrea, 1901